# Adolfo Valencia
Adolfo José Valencia Mosquera (* 6. Februar 1968 in Buenaventura) ist ein ehemaliger kolumbianischer Fußballspieler.

## Karriere

### Vereine
Zu Saisonbeginn 1993/94 verpflichtete der FC Bayern München den unter dem Spitznamen El tren (Der Zug) bekannten Kolumbianer. Sein Bundesliga-Debüt gab er am 7. August 1993 (1. Spieltag) beim 3:1-Heimsieg über den SC Freiburg, zu dem er zwei Tore (zum 2:0 in der 15. und 3:0 in der 24. Minute) beisteuerte. Nach 25 Einsätzen und elf Toren schloss er die erste Saison ab und wurde mit dem FC Bayern Deutscher Meister. In der zweiten Spielzeit wurde er nur noch einmal eingesetzt: Am 27. August 1994 (3. Spieltag) mit der Auswechslung in der 59. Minute beim 3:0-Heimsieg über Borussia Mönchengladbach endete sein Engagement bei den Bayern und in Deutschland.
Valencia spielte im Laufe seiner Karriere in acht Ländern.

### Nationalmannschaft
Valencia debütierte am 31. Juli 1992 für die kolumbianische A-Nationalmannschaft, die in Los Angeles mit 1:0 gegen die USA gewann. Er nahm an den Weltmeisterschaften 1994 und 1998 teil und kam sechsmal zum Einsatz. Im ersten Turnier erzielte er in den Vorrundenspielen gegen Rumänien (1:3; am 18. Juni) und gegen die USA (1:2; am 23. Juni) seine einzigen WM-Tore. Sein letztes Spiel bestritt er bei der 0:2-Niederlage gegen England am 26. Juni 1998 im letzten Gruppenspiel der Weltmeisterschaft 1998 in Frankreich.

## Erfolge
- Kolumbianischer Pokal-Sieger 1989
- Deutscher Meister 1993/94